# 匙羹洲
匙羹洲（英語：Tsz Kan Chau）是一個位於香港大嶼山以北的小島，跟大磨刀和小磨刀合稱為大小磨刀。
匙羹洲屬整個大小磨刀的南部，同時為大小磨刀最小的島嶼，同時是香港的連島沙洲之一。
在1990年代，為了興建赤鱲角新機場，大小磨刀被削平以避免影響飛機升降，以及取得沙石用作填海。
現在該地無人居住。